# Christoph Meißner
Christoph Meißner (* 1. Oktober 1703 in Altenberg; † 20. Juni 1780 in Dresden) war ein deutscher Lehrer und Chronist.

## Leben und Wirken
Meißner war der älteste Sohn des gleichnamigen Bergmanns (1675–1743), zuletzt Obersteigers im Zwitterstock Altenberg und der Dorothea geb. Aßmann. Nach seinen Kindheitsjahren in Altenberg besuchte er die Kreuzschule in Dresden und begann 1724 ein Philosophie- und Theologiestudium an der Universität Leipzig. Im Jahre 1734 erhielt er eine Anstellung als Regens Alumnorum (Knabenerzieher) an der Dresdner Kreuzschule und wurde dort 1738 Lehrer. Meißner unterrichtete bis in das 75. Lebensjahr bis 1777 und starb 2½ Jahre später.
In seiner Freizeit verfasste Meißner zahlreiche Schriften zu unterschiedlichen Themen, von denen mehrere in Druck erschienen (meist Leichenpredigten und lateinische Schultexte). Zu den bedeutendsten zählt die 1747 erschienene Chronik seiner Heimatstadt Altenberg.

## Werke
- Umständliche Nachricht von der Churfl. Sächß. Schrifftsäßigen freyen Zien-Berg-Stadt Altenberg, in Meissen an der Böhmischen Gränze gelegen, nebst dahingehörigen Diplomatibus, und einem Anhange [...], Dresden und Leipzig, Lesch und Hübner, 1747. (Digitalisat (pdf, 37.2 MB))

| Personendaten    | Personendaten                 |
| ---------------- | ----------------------------- |
| NAME             | Meißner, Christoph            |
| KURZBESCHREIBUNG | deutscher Lehrer und Chronist |
| GEBURTSDATUM     | 1. Oktober 1703               |
| GEBURTSORT       | Altenberg                     |
| STERBEDATUM      | 20. Juni 1780                 |
| STERBEORT        | Dresden                       |